# 特罗利布勒伊
特罗利布勒伊（法語：Trosly-Breuil，法語發音：[tʁoli bʁœj]）是法国瓦兹省的一个市镇，属于贡比涅区。

## 地理
特罗利布勒伊（49°24'1"N, 2°59'20"E）面积10.98 平方千米，位于法国上法蘭西大區瓦兹省，该省份为法国北部内陆省份，北起索姆省，西接厄尔省和滨海塞纳省，南至塞纳-马恩省和瓦兹河谷省，东临埃纳省。
与特罗利布勒伊接壤的市镇（或旧市镇、城区）包括：埃纳河畔贝尔讷伊、贡比涅、屈斯拉莫特、勒通德、维约穆兰。

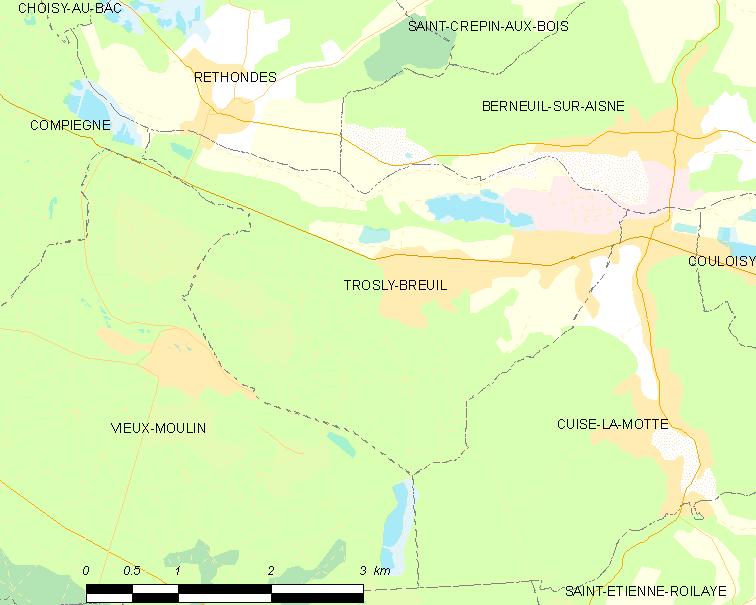
特罗利布勒伊的OSM定位图

特罗利布勒伊的时区为UTC+01:00、UTC+02:00（夏令时）。

## 行政
特罗利布勒伊的邮政编码为60350，INSEE市镇编码为60647。

## 政治
特罗利布勒伊所属的省级选区为贡比涅第一县。

## 人口

1962-2008年间特罗利布勒伊人口变化图示

特罗利布勒伊于2022年1月1日时的人口数量为2024人。